# Dialektografia
Dialektografia – w koncepcji opracowanej przez Karola Dejnę, dialektografia to dział lingwistyki, „w obrębie którego bada się i przedstawia opisowo, kartograficznie czy nawet w postaci usystematyzowanych materiałów stan gwarowy, jaki w danym czasie panuje w poszczególnych punktach względnie na większych obszarach terytorium językowego, nie uwzględniając jednak genezy i ewolucji zróżnicowań językowych. Dialektografia jest więc opisowo-materiałową sumą wiedzy o cechach fonetycznych, gramatycznych i słownikowych poszczególnych gwar”.